# Siliconen

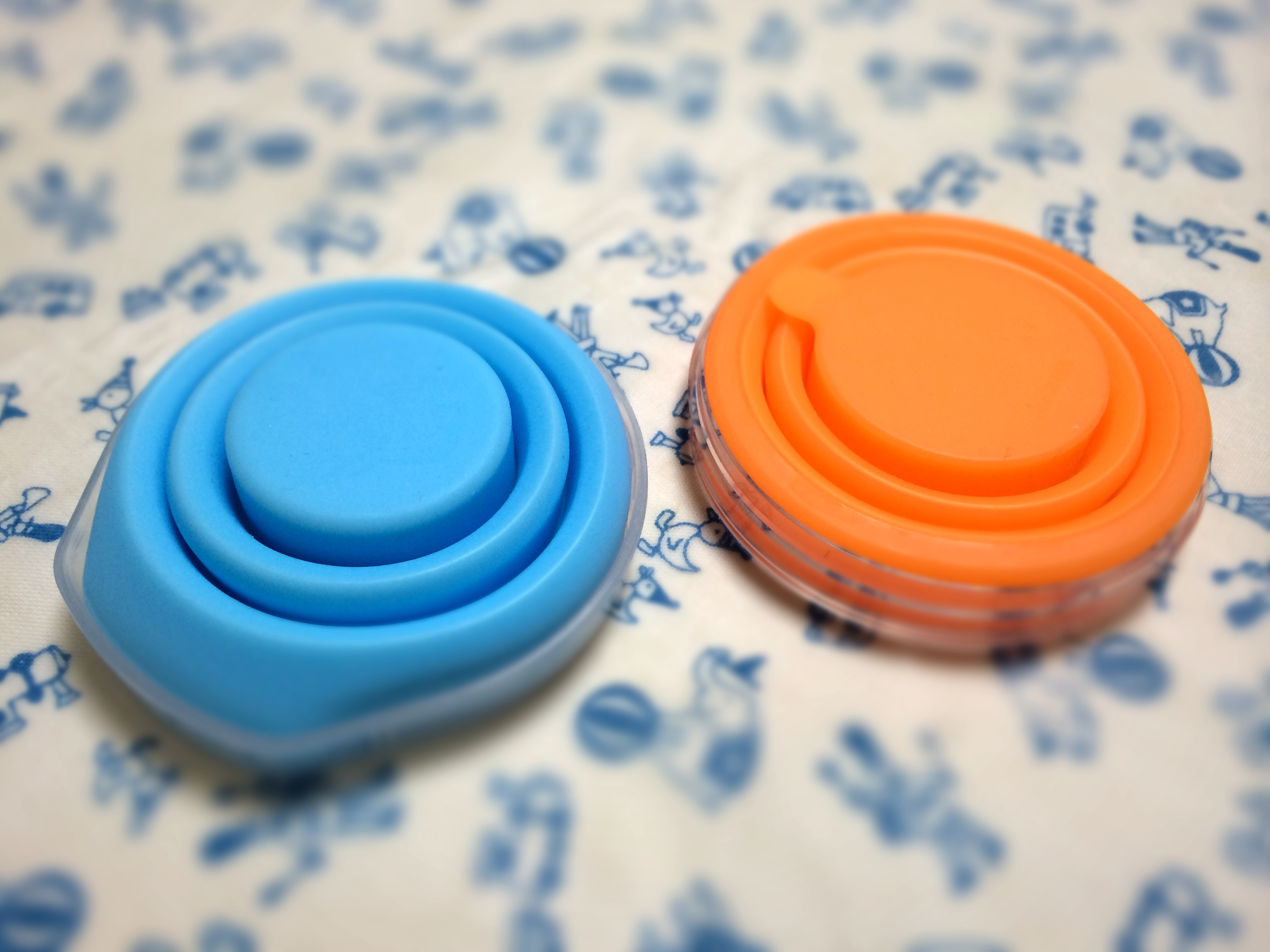
Opvouwbare siliconen bekers

Siliconen zijn synthetische stoffen met een groot aantal toepassingen. Ze zijn veelal hittebestendig en rubberachtig en worden gebruikt als kit, lijm, smeermiddel, als grondstof voor keukengerei en diverse andere producten.

## Geschiedenis
De eerste organische siliciumverbindingen zijn al in de 19e eeuw door onderzoekers als Friedel, Crafts en Ladenburg gerapporteerd, maar de grote ontwikkeling van deze tak van de chemie begint met Kipping in 1901, die in de 43 jaar daarna de basis legde voor de moderne organosiliciumchemie. Vanaf 1940 was er een snelle ontwikkeling van de organosiloxanen ofwel silicoonpolymeren.

## Synthese
Er zijn twee belangrijke synthesepaden te onderscheiden.
Het ene vereist een reductie van kwarts SiO2 naar het element silicium bij hoge temperatuur (1500 °C). Het silicium wordt daarna behandeld met CH3Cl en Zn. Daarbij worden methylchloriden van silicium gevormd. Door destillatie wordt daaruit Me2SiCl2 vervaardigd. Hydrolyse met water vormt daaruit siloxanen die als basis voor de silicoonsynthese gebruikt worden.
Het andere pad vereist lang niet zulke hoge temperaturen. Kwarts wordt bij 227-327 °C blootgesteld aan dimethylcarbonaat en natronloog. Daardoor ontstaat Si(OMe)4 tetra-alkoxysilaan. Dit wordt daarna met een Grignard-reactie omgezet in een mengsel dat dimethyldialkoxysilaan Me2Si(OMe)2 bevat. Deze stof wordt door destillatie gezuiverd en daarna door middel van hydrolyse tot siloxanen omgezet. De tweede methode is een stuk energie-efficiënter.

## Structuur

Poly(dimethylsiloxaan)

Siliconen zijn polymeren waarin de keten gevormd wordt door een afwisseling van silicium- en zuurstofatomen. Het zuurstofatoom heeft geen vrije bindingen meer, silicium echter wel. Aan het silicium-atoom bevinden zich organische substituenten. De formule van het polymeer kan dan geschreven worden als: [-SiRR1-O]n. De twee organische substituenten aan silicium kunnen gelijk zijn, maar dat hoeft niet. Om die reden wordt de notatie RR1 gebruikt. Veel gebruikte substituenten zijn:
- -CH3 methyl
- -C2H5 ethyl
- -C6H5 fenyl

Er bestaat een grote variëteit aan molecuulstructuren in deze klasse materialen. Niet alleen kunnen de substituenten verschillen, maar ook de lengte van de ketens (de molecuulmassa). De ketens kunnen lineair zijn (zoals in de afbeelding), maar ook vertakt en zij kunnen ook vernet zijn. Dit verklaart ook de rijke verscheidenheid aan eigenschappen en het gamma van producten die van siliconen vervaardigd worden.

## Eigenschappen
Kenmerkende eigenschappen van siliconen zijn:
- Slechte warmtegeleiding
- Beter bestand tegen hoge en lage temperaturen dan de meeste vergelijkbare stoffen
- Niet of nauwelijks giftig
- Goed bestand tegen inwerking van zuurstof en uv-licht.

## Thermische stabiliteit
De stabiliteit bij verhitting van deze polymeren is een stuk groter dan die van polymeren die op koolstof gebaseerd zijn en dit maakt ze bij uitstek geschikt voor toepassingen bij hogere temperaturen. De thermische degradatie is vooral bestudeerd door Grassie en Macfarlane die een aantal lineaire silicoonpolymeren onderwierpen aan thermogravimetrie (TGA) en thermovolatilisatie-analyse (TVA). Zij toonden aan dat de polymeren bij hoge temperaturen depolymeriseerden en weer ringvormige oligomere siloxanen vormden. In wezen worden daarmee weer vergelijkbare verbindingen gevormd als waaruit via ringopening siliconen met een hoge molecuulmassa vervaardigd worden. De temperaturen waarbij dit gebeurt liggen in het gebied 350-400 °C. De afbraak van de ketens en de vorming van ringstructuren wordt backbiting cyclization (terugbijtringvorming) genoemd, omdat het uiteinde van een keten als het ware terugbijt op de keten zelf en er een ringvormig stukje van afhapt. Deze reactie kan door toevoeging van een geschikt lewiszuur of -base ook gekatalyseerd worden. In dat geval kan de terugbijtreactie al bij 110 °C plaatsvinden.

## Toepassingen
- Smeermiddel
- Siliconenlijm
- Siliconenrubber polydimethylsiloxaan
- siliconen-stopverf ter vervanging van mastiek
- Als implantaat bij borstamputaties en borstvergrotingen
- Als steunzool bij beginnende O- of X-benen.
- Contactlenzen
- Siliconenolie in bijvoorbeeld cosmetica
- Als materiaal voor een plastic mal
- Realdolls